# Edales insularis
Edales insularis är en fjärilsart som beskrevs av Riley 1945. Edales insularis ingår i släktet Edales och familjen juvelvingar. Inga underarter finns listade i Catalogue of Life.